# Plaça dels Apòstols (Lleida)
La Plaça dels Apòstols és una plaça pública de Lleida protegida com a bé cultural d'interès local.

## Descripció
L'ordenació d'aquesta plaça consisteix en la pavimentació d'uns 610 m² que dignifiquen l'accés al claustre de la Seu Vella a través de la porta dels Apòstols, situada en el baluard de l'Assumpció. El paviment protegeix les muralles de les filtracions d'aigua. La plaça permet gaudir, per la seva resolució, d'unes vistes netes sobre l'horta de Lleida.